# علي الناصر
علي محمد الناصر (1894 - 2 يونيو 1970)، كان طبيب وشاعر وكاتب قصصي سوري. ولد في حماة ونشأ بها. درس الابتدائية والإعدادية فيها، والثانوية في دمشق، ثم سافر إلى إسطنبول لدراسة الطب، وبعدها إلى باريس للتخصص في الأمراض الجلدية في 1923. استقر في حلب فأقام بها نحو عشرين سنة وعمل طبيبًا فيها. يعد من رواد الحداثة الشعرية العربية. له دواوين مطبوعة ومخطوطة وله أيضًا عدد من المؤلفات في القصة والمقالة والترجمة. توفّي مقتولًا بالرصاص في عيادته في حلب ولم يُعرف قاتله.

## سيرته
ولد علي بن محمد الناصر في حماة سنة 1894م/ 1312 هـ ونشأ بها. تلقى تعليمه الابتدائي والإعدادي والثانوي فيها، ثم ذهب إلى إسطنبول وانضم بالكلية الطبية العسكرية العثمانية، فتخرج فيها عام 1917 متخصصًا في طب الأمراض الجلدية والزهرية، وبعد تخرجه سافر إلى باريس في 1923 لمتابعة تخصصه.

خدم في الجيش التركي ضابطًا، ثم تركه ليعمل طبيبًا ممارسًا في مجال اختصاصه بمدينة حلب، وبها عمل مديرًا للصحة. شارك في المجالات الاجتماعية والثقافية والوطنية، فقد عرف بثقافته الواسعة، «كما كان حلو الحديث لطيف المعشر، معتزًا بعروبته، ومؤمنًا بقضايا أمته.»
كان يتكلم ويتقن الفارسية والتركية والفرنسية، إلى جانب لغته الأم العربية.

## وفاته
توفي علي الناصر مقتولًا في عيادته في حلب ولم يُعرف من هو قاتله في 2 يونيو 1970/ 28 ربيع الأول 1390.

## شعره
ذكره عبد العزيز البابطين في معجمه وقال عنه «يدور شعره حول ثنائية الطبيعة والمرأة، تلك الثنائية التي يحاول من خلالها ملاحقة اللذة، ومقاومة النفاد. يقوده حسه، وتحمله رغبته في هتك الحجب والأستار، يخلع عذاره كما فعل «ابن الفارض» صوفيًا وكما فعل أبو نواس خمريًا. يميل إلى التشاؤم، ويعذبه سؤال الغاية والمآل، وله شعر في الرثاء. مجددٌ؛ فقد كتب الشعر التقليدي محافظًا على الأوزان والقوافي، وهو أيضًا من أوائل من كتبوا الشعر السطري، أو ما أطلق عليه شعر التفعيلة. وهو في كلا الاتجاهين يمتلك لغة دالَّةً، وصورًا موحية، وخيالاً ثرّاً، وموقفًا متميزًا تجاه الحياة والناس.»

عاش حياة مضطربة ومتمردة انعكست على نصوصه وكان من رواد الحداثة الشعرية العربية. «لكن قوائم النقاد تجاهلت ريادته. فحين أصدر ديوانه الأول قصة حب (1928)، كان أول شاعر عربي يحطّم وحدة البيت الشعري وأوزانه. وعزّز هذا الاتجاه في ديوانه الثاني ظمأ (1931)، هذا الديوان الذي يعدّ اليوم في طليعة التجارب الحداثية العربية.» 

## مؤلفاته
من دواوينه الشعرية:
- قصة قلب، 1928
- الظمأ، 1931
- السريال، 1947
- اثنان في واحد، 1968
- الأغوار
- نهاية المطاف

ومن كتبه:
- البلدة المسحورة، قصة قصيرة، 1935
- دنّ الدّموع، قصة قصيرة، 1954
- هذا أنا، 1961